# Parahepomidion fossulatum
Parahepomidion fossulatum är en skalbaggsart som beskrevs av Stefan von Breuning 1936. Parahepomidion fossulatum ingår i släktet Parahepomidion och familjen långhorningar. Inga underarter finns listade i Catalogue of Life.